# 达内斯塔勒
达内斯塔勒（法語：Danestal，法語發音：[danɛstal]）是法国卡尔瓦多斯省的一个市镇，位于该省中东部，属于利雪区和欧日土地市镇公共社区，其市镇面积为6.38平方公里，2022年1月1日时人口数量为379人。
达内斯塔勒是欧日土地市镇公共社区的组成部分。

## 行政
达内斯塔勒的邮政编码为14430，INSEE市镇编码为14218。

## 地理
达内斯塔勒（49°15'1"N, 0°1'14"E）位于法国西北部，诺曼底大区中部和卡尔瓦多斯省中东部。
与达内斯塔勒接壤的市镇包括：阿讷博、博讷博、布朗维尔、克雷斯沃耶、博富尔-德吕瓦勒、厄朗。
昂克尔河流经市镇范围西部。境内以平原和浅丘为主，地势自北向南略有抬升，镇中心地势平坦。
按照柯本气候分类法，达内斯塔勒属于温带海洋性气候，全年温差较小，降水分布均匀。

## 历史
达内斯塔勒历史上长期为一处普通村落，中世纪出现教堂，法国大革命后成为卡尔瓦多斯省的市镇。

## 交通
卡尔瓦多斯省省道D276线、D281线和D675线经过达内斯塔勒境内。

## 政治
现任达内斯塔勒市长为索菲·马蒂厄女士（Sophie Mathieu），她是一名无党派人士。

## 人口
| 年份   | 1936 | 1946 | 1954 | 1962 | 1968 | 1975 | 1982 | 1990 | 1999 | 2006 | 2007 | 2008 | 2013 | 2018 |
| ------ | ---- | ---- | ---- | ---- | ---- | ---- | ---- | ---- | ---- | ---- | ---- | ---- | ---- | ---- |
| 人口數 | 195  | 171  | 220  | 200  | 174  | 155  | 151  | 199  | 236  | 265  | 269  | 273  | 357  | 393  |

## 社会

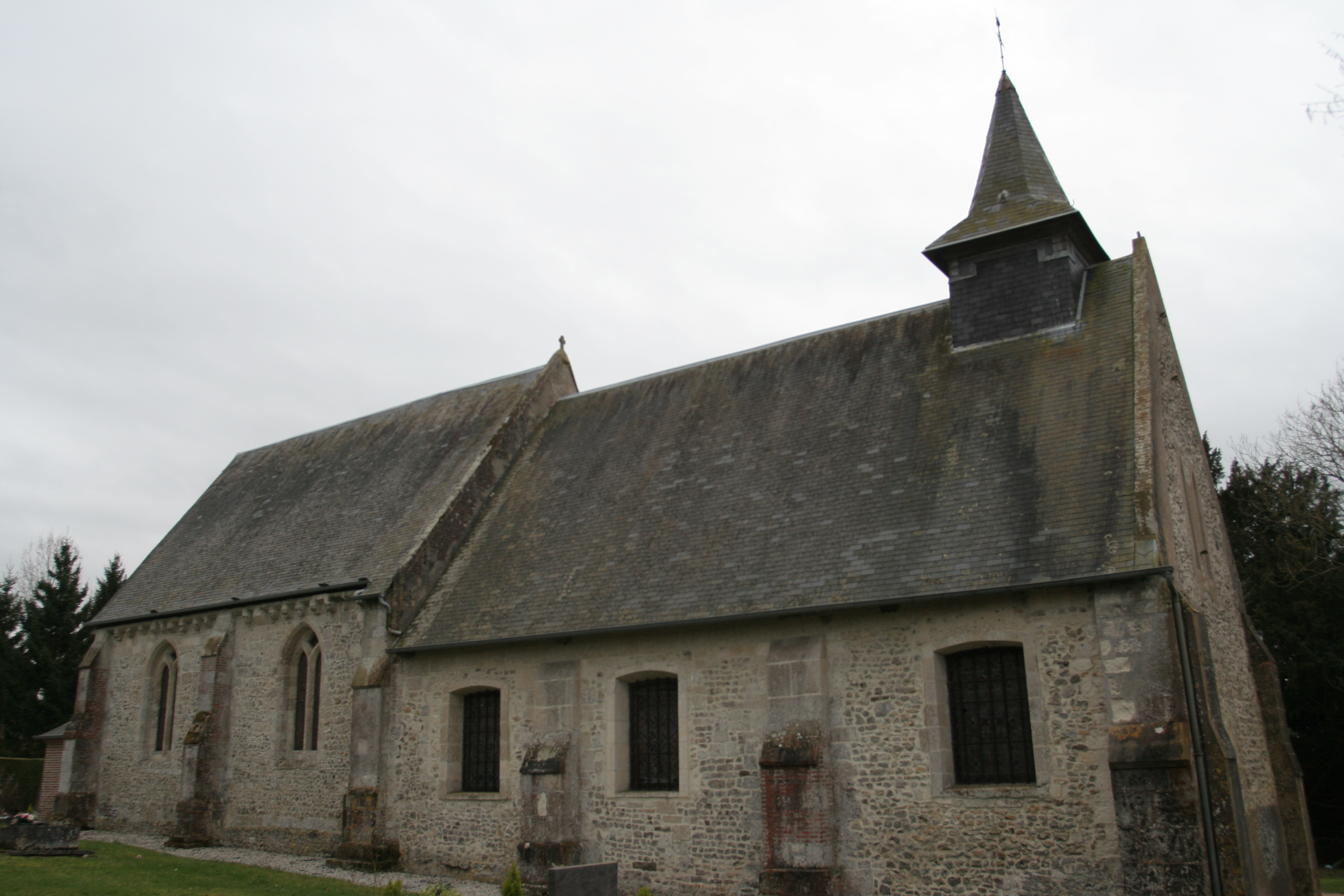
圣日耳曼教堂

达内斯塔勒市镇范围内无大型商业设施。

## 景观
达内斯塔勒圣日耳曼教堂（是当地的标志性建筑。